# Bartomeu Amigó i Farreras
Bartomeu Amigó i Ferreras (Barcelona, 2 de febrer de 1883 - Barcelona, 29 de maig del 1955) fou un destacat membre de la societat civil catalana de la primera meitat del segle xx. El periodista i advocat Eduardo Sanjuán el va definir com "este atleta formidable de la voluntad, el forjador de una opinión, el martillo y el ariete que tantos golpes habían dirigido contra los poderes públicos".

## Biografia
Va néixer al carrer Tamarit de Barcelona, fill de Bartomeu Amigó i Torras (El Papiol, 1859 - Barcelona, 18 de febrer de 1914), fundador del Bar Amigó al barri de Sant Antoni de Barcelona, i d'Esperança Ferreras i Vendrell (Vallirana, 1854-Barcelona, 1917). L'esquela al diari El Poble Català defineix al pare, Bartomeu Amigó i Torras, com a "ferm i conseqüent nacionalista republicà".

### Activitat gremial
L'any 1916 figura com a secretari de l'Agremiación de Taberneros de Barcelona, entitat de la qual esdevé president pels volts de 1925. El març del 1923 és escollit membre de la junta directiva de la Unión Gremial. A l'assemblea de la Confederación Gremial Española de novembre del 1923 resulta escollit vocal del comitè directiu. L'any 1925 li va ser imposada la Medalla del Homenaje a S.M. Alfonso XIII.

Des del seu càrrec i amb el suport de mitjans com La Publicitat, El Diluvio o La Vanguardia, va endegar campanyes contra el trasllat dels Encants (1913), contra l'exportació lliure d'articles (1915), contra el monopoli en la venda d'alcohol (1927), en pro de l'abaratiment de l'aigua, la llum i l'electricitat (1928) i contra els arbitris extraordinaris als comerciants per pagar l'Exposició Universal de 1929.

Amb tot, el més interessant són les nombroses gestions fetes per a aconseguir indults i amnisties diversos: del caporal Gironès, de Ferran Torroella Bataller, dels presos socials i polítics de la Dictadura de Primo de Rivera o dels condemnats a mort pels fets d'octubre de 1934. Destaquen, però, pel seu grau d'implicació, les campanyes en pro de l'indult de Lluís Verdaguer i dels presos de Benagalbón.

### El cas Verdaguer
En virtut del seu càrrec a l'Agremiación de Taberneros y Similares de Barcelona, va prendre part activa en el comitè a favor de l'indult de Lluís Verdaguer Colomer. Lluís Verdaguer era un taverner del carrer Còrsega que va ser empresonat injustament acusat de col·laborar en l'assassinat l'any 1919 de 
guàrdies civils Marcelo Peromingo i Francisco Gonzalo Martín. Durant el Consell de Guerra que es va celebrar pels fets el 2 de març de 1920, algú va reconèixer haver vist parlant els encausats a cau d'orella amb Lluís Verdaguer (és un fet contrastat que el taverner patia una important pèrdua d'audició). Aquest desafortunat testimoni va fer que en el moment de la sentència, Lluís Verdaguer fos condemnat a vint anys de presó, sentència que després va ser augmentada a cadena perpètua. Lluís Verdaguer va ser traslladat al penal de Sant Miquel dels Reis, a València.
Prenent com a epicentre el Bar Amigó, hom va organitzar un comitè a favor de l'indult de Lluís Verdaguer. En formaven part: Bartomeu Amigó i Ferreras, Noel Llopis Bertrand, Blasco, Vila, Eduardo Sanjuán Albi, Raimon Sayol i Vallès. A través de mítings, cartes als mitjans de comunicació i telegrames a les autoritats i aconseguint la implicació de gran part gremis de la ciutat van aconseguir que el 25 de maig de 1923 el llavors ministre de la Guerra, Niceto Alcalá Zamora, signés la Real Orden que concedia la llibertat al taverner.

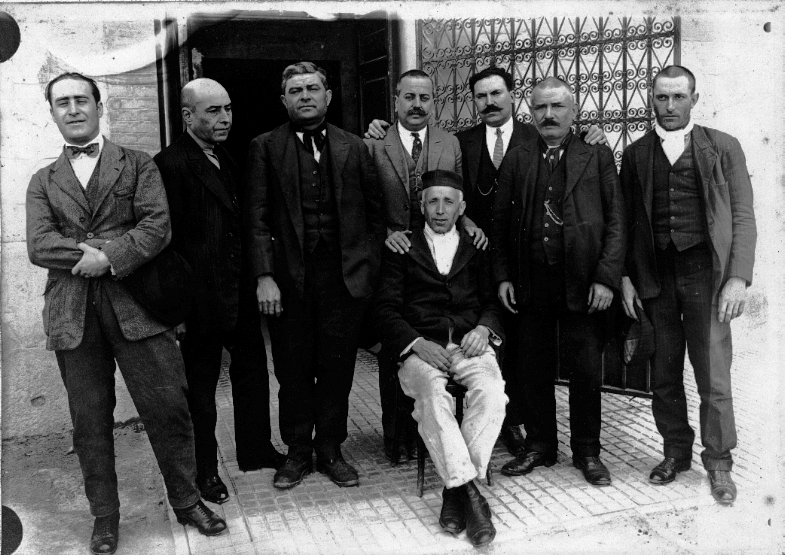
Alliberament de Lluís Verdaguer

### Benagalbón
Arran de l'alliberament de Lluís Verdaguer, Amigó i Sanjuán entren en contacte amb Enrique Roldán Gómez, un dels condemnats pels fets coneguts com la Tragèdia de Benagalbón. A través del diari El Diluvio, on escriu Sanjuán, promouen una campanya per l'indult de la família Roldán. Amigó utilitza la seva influència en l'estructura gremial catalana i espanyola per a aconseguir la mobilització d'aquesta en favor de l'indult, així com per a sensibilitzar el Dictador Miguel Primo de Rivera i el Directori militar. Finalment, l'indult s'aconsegueix l'11 de juliol de 1925.

### Les eleccions de la República
Conseqüent amb la seva posició ideològica, un republicà d'esquerra moderada, encara que, com s'ha vist, amb amics en tot l'espectre polític (com el radical Sanjuán o l'anarquista Samblancat), Bartomeu Amigó es presenta com a candidat a les cèlebres municipals del 12 d'abril de 1931, que van tenir com a conseqüència la proclamació de la II República Espanyola. Ho fa de la mà d'Acció Catalana Republicana i comparteix candidatura en el Districte V de Barcelona amb el compositor Amadeu Vives, Ramon Sarsanedas i Baldiri Rahola. Cap d'ells va obtenir un escó a l'ajuntament, el triomf al districte va ser per a Esquerra Catalana.

### La Confederació Gremial Catalana
Com a conseqüència de la Llei de Cooperatives de l'any 1931, els comerciants catalans es veuen amenaçats per una possible competència deslleial originada, entre d'altres, pel tracte fiscal que reben les cooperatives. També protesten per les irregularitats en el Cens de Patrons. Això origina que el diferents gremis de Catalunya vegin la necessitat de confederar-se. L'any 1932 es crea una primera junta constituent, que presideix Bartomeu Amigó, amb Frederic Barceló com a secretari, i que serveix per a preparar la 1a Assemblea-Congrés, celebrada al Saló de Cent de l'Ajuntament de Barcelona els dies 12, 13 i 14 de maig de 1935. A l'assemblea es constitueix la Confederació Gremial Catalana, entitat autònoma de la Confederación Gremial Española. Bartomeu Amigó resulta escollit President per aclamació.